# Greenough River
Greenough River är ett vattendrag i Australien. Det ligger i delstaten Western Australia, omkring 360 kilometer norr om delstatshuvudstaden Perth.
Stäppklimat råder i trakten. Genomsnittlig årsnederbörd är 360 millimeter. Den regnigaste månaden är juni, med i genomsnitt 65 mm nederbörd, och den torraste är februari, med 3 mm nederbörd.